# Giáng Sinh yêu thương
Giáng Sinh yêu thương (tựa tiếng Anh: A Christmas Carol) là một bộ phim hoạt hình 3D Mỹ của hãng hoạt hình Walt Disney sản xuất vào năm 2009. Phim dựa theo một tiểu thuyết cùng tên của nhà văn Charles Dickens xuất bản lần đầu năm 1843. Robert Zemeckis đã viết lại kịch bản cho phim và làm đạo diễn. Bộ phim là một xuất phẩm của hãng Walt Disney nhân dịp lễ Giáng sinh năm 2009.

## Nội dung
Ông già Ebenezer Scrooge bắt đầu mùa Giáng sinh với thói keo kiệt bủn xỉn như thường lệ, ông la mắng người phụ tá Bob Cratchit trung thành và cả đứa cháu trai Fred tốt bụng của mình. Rõ ràng Scrooge chẳng có ý định tận hưởng mùa lễ, và như mọi khi, ông về nhà một mình. Tại nhà, Scrooge gặp hồn ma của Jacob Marley, đối tác kinh doanh đã chết của ông. Marley, kẻ đang trả giá cho sự nhẫn tâm của bản thân lúc còn sống, hi vọng có thể giúp Scrooge không phải chịu chung kết cục như mình và cảnh báo rằng ông sẽ được viếng thăm bởi ba hồn ma khác.
Bóng ma thứ nhất - Bóng Ma của Giáng Sinh Quá Khứ đã dẫn Scrooge đến nơi ông đã từng sinh ra, rồi lớp học của ông, nơi đó có cậu bé Scrooge ngồi một mình trong lớp trong dịp lễ Giáng sinh mà không được về nhà do bố cậu không cho phép. Rồi hình ảnh khác hiện ra là Scrooge thiếu niên gặp em gái mình và nghe tin bố cậu cho xe ngựa đến đón cậu về ăn Giáng sinh. Rồi hình ảnh khác hiện ra là Scrooge được thấy lại nơi ông từng học việc. Ở đó trong lễ Giáng sinh, mọi người tham gia bữa tiệc rất vui vẻ và ấm áp. Rồi hình ảnh Scrooge trưởng thành đang nói chuyện với người vợ đã đính hôn của mình, người vợ đã giải thoát cho Scrooge.
Rồi bóng ma thứ hai - Bóng Ma của Giáng Sinh Hiện Tại, một người đàn ông to lớn ngồi trên đống quà kẹo ngổn ngang, ông đã biến cho ngôi nhà có thể bay lên và sàn nhà trong suốt giúp Scrooge có thể thấy mọi thứ dưới trần gian. Bóng Ma thứ hai đã cho Scrooge thấy cảnh ấm cúng của gia đình người phụ tá Bob Cratchit, và cậu bé Tim có thể sẽ chết. Rồi Bóng Ma cho Scrooge thấy bữa tiệc Giáng sinh tại nhà đứa cháu Fred, ở đây mọi người đã chế giễu Scrooge.
Rồi tất cả biến mất, sau đó Scrooge và Bóng Ma thứ hai xuất hiện tại một nơi u ám, một chiếc đồng hồ in số La Mã là sàn nhà và dưới chiếc quần rộng của Bóng Ma là một bàn tay. Bóng Ma cho bàn tay lộ diện và đó là hai đứa trẻ với hình dạng kinh dị máu me, chúng tên là Ngu Dốt và Bần Cùng. Sau đó ba hồi chuông vang lên và Bóng Ma ngã xuống sàn nhưng vẫn cười. Hai đứa trẻ lớn dần lên, đứa con trai Ngu Dốt gào thét và bị nhốt trong lồng sắt của nhà tù. Còn đứa con gái Bần Cùng thì bay lượn quanh Scrooge và bị trói lại. Sau đó chúng biến mất, Bóng Ma vẫn cười rồi biến thành xương, cuối cùng chỉ còn là tro tàn bị gió cuốn đi.
Và rồi Bóng Ma thứ ba - Bóng Ma của Giáng Sinh Tương Lai, một người trùm mũ với đôi bàn tay xương xẩu hiện lên. Scrooge bị rơi xuống hố đen và lăn xuống những bậc thềm. Tại đây, ba người đàn ông đang thảo luận về cái chết của một ông già nào đó. Sau đó Scrooge thấy bóng của một chiếc xe ngựa với một người trùm mũ ngồi trên xe, và hai con ngựa đã truy đuổi Scrooge. Scrooge chạy hết sức và cuối cùng xuất hiện tại một căn phòng. Ở đó Bóng Ma thứ ba chỉ về phía chiếc giường, trên đó có xác chết của một người đã được trùm bởi một chiếc chăn. Cảnh tiếp theo là ngôi nhà của Cratchit. Con trai của Cratchit là Tim đã chết và ông lên gác ngồi cạnh xác chết đã được trùm bởi chiếc chăn. Scrooge quá thắc mắc và hỏi Bóng Ma rằng người chết đó là ai. Tiếp theo là Scrooge được đưa đến một nghĩa trang, có một bia mộ khắc tên ông và ngày ông mất là 25 tháng 12 (đêm Giáng sinh). Sau đó ông bị chôn vùi đôi chân và một cái hố sâu xuất hiện. Đáy hố là một quan tài đỏ rực và ông bị Bóng Ma hắt xuống hố. Nhưng rồi...
Scrooge giật mình tỉnh dậy thấy mình bị treo ngược, một chân ông đã bị chiếc màn kéo lên. Ông nhận ra rằng mình vẫn còn sống, vừa rồi chỉ là giấc mơ. Scrooge vui mừng và nhảy múa như một đứa trẻ. Sau đó ông đã làm những điều mà từ trước ông chưa bao giờ làm như quyên góp tiền từ thiện, chào hỏi thân mật với mọi người, múa hát chúc mừng Giáng sinh, đến ăn tối với đứa cháu Fred. Bộ phim kết thúc khi Scrooge thông báo tăng tiền lương cho người phụ tá Bob Cratchit.

## Diễn viên lồng tiếng
- Jim Carrey lồng tiếng cho nhân vật:
  - Ebenezer Scrooge - ông già keo kiệt.
  - Bóng Ma của Giáng Sinh Quá Khứ.
  - Bóng Ma của Giáng Sinh Hiện Tại.
  - Bóng Ma của Giáng Sinh Tương Lai.
- Gary Oldman lồng tiếng cho nhân vật:
  - Jacob Marley - đối tác kinh doanh quá cố của Ebenezer.
  - Bob Cratchit - người phụ tá tính toán tiền bạc cho Ebenezer.
  - Tiny Tim - con trai út của Cratchit.
- Cary Elwes lồng tiếng cho nhân vật:
  - Người đàn ông mập
  - Dick Wilkins - người bạn cùng phòng cũ của Ebenezer.
  - Người chơi vĩ cầm
- Colin Firth lồng tiếng cho nhân vật:
  - Fred - cháu trai của Ebenezer.
- Bob Hoskins lồng tiếng cho nhân vật:
  - Ông Fezziwig - người cho Ebenezer học việc.
  - Ông già Joe
- Robin Wright Penn lồng tiếng cho nhân vật:
  - Fan Scrooge - em gái của Ebenezer.
  - Belle
- Daryl Sabara lồng tiếng cho nhân vật:
  - Peter Cratchit - con trai cả của Cratchit.
- Molly C. Quinn lồng tiếng cho nhân vật:
  - Belinda Cratchit - con gái thứ hai của Cratchit.
- Ryan Ochoa lồng tiếng cho nhân vật:
  - Oan hồn Ngu Dốt
- Sammi Hanratty lồng tiếng cho nhân vật:
  - Oan hồn Bần Cùng
- Callum Blue lồng tiếng cho nhân vật:
  - Chồng của Caroline
- Fionnula Flanagan lồng tiếng cho nhân vật:
  - Bà Dilber - người giúp việc trong nhà của Ebenezer.

## Giải thưởng
| Giải thưởng              | Hạng mục                                           | Đối tượng đề cử   | Kết quả   |
| ------------------------ | -------------------------------------------------- | ----------------- | --------- |
| 2010 Kids' Choice Awards | Giọng nói trong phim hoạt hình được yêu thích nhất | Jim Carrey        | Đoạt giải |
| 2010 Kids' Choice Awards | Phim hoạt hình được yêu thích nhất                 | A Christmas Carol | Đề cử     |
| 36th Saturn Awards       | Phim hoạt hình hay nhất                            | A Christmas Carol | Đề cử     |

## Công nghệ
A Christmas Carol sử dụng kỹ thuật Performance Capture, tức là quy trình chụp lại các động tác diễn xuất của diễn viên thật. Kỹ thuật này làm cho bộ phim hoạt hình sống động và thật hơn.

## Doanh thu
Trong 3 ngày cuối tuần công chiếu kể từ 6/11/2009, hãng Walt Disney đã thu về 31 triệu USD từ A Christmas Carol và nhờ đó đứng đầu bảng xếp hạng doanh thu tại các phòng vé Bắc Mỹ.

## Trẻ em đi xem phải có người lớn kèm
Tuy là phim hoạt hình nhưng nội dung phim chứa nhiều chi tiết kinh dị nên được xếp vào loại PG - trẻ em đi xem phải có người lớn kèm theo.